# Fastiv
Fastiv (en ucraniano: Фа́стів) es una ciudad de importancia regional en el óblast de Kiev, en el centro de Ucrania. Funciona como centro administrativo del Raión de Fastiv. Su población en el censo de 2001 era de 51 976 habitantes.
Ubicada en la confluencia de varias líneas ferroviarias, Fastiv es un nudo de transporte crucial en la ruta que conecta Europa central con Europa del Este. La ciudad es un importante centro industrial, con sectores destacados en la maquinaria, la industria cervecera y la alimentaria.

## Historia
La primera mención de Fastiv en los registros históricos data de 1390. En sus inicios, fue un puesto avanzado en la frontera sur del Gran Ducado de Lituania. Tras la Unión de Lublin en 1569, pasó a formar parte de la Corona del Reino de Polonia.
Durante el levantamiento de Jmelnitski a mediados del siglo XVII, la ciudad fue ocupada por los cosacos. Tras la partición de Polonia a finales del siglo XVIII, Fastiv fue anexionada por el Imperio ruso.
El siglo XIX trajo consigo un importante desarrollo para la ciudad con la construcción del ferrocarril Kiev-Odesa, que atravesaba Fastiv, convirtiéndola en un relevante nudo ferroviario. Este hecho impulsó su crecimiento industrial y demográfico.
El 1 de diciembre de 1918, en la estación de tren de Fastiv, se firmó el acta de unificación preliminar entre la República Popular Ucraniana y la República Popular de Ucrania Occidental, unificando gran parte de Ucrania bajo un único gobierno, unificación que fue finalmente concretada en enero de 1919.
Durante la Segunda Guerra Mundial, Fastiv fue ocupada por la Alemania nazi desde el 22 de julio de 1941 hasta el 7 de noviembre de 1943. La ciudad sufrió una destrucción considerable y una gran pérdida de población durante el conflicto.
En la posguerra, Fastiv fue reconstruida y continuó su desarrollo como centro industrial y de transporte en la República Socialista Soviética de Ucrania. Tras la disolución de la Unión Soviética en 1991, la ciudad se convirtió en parte de la Ucrania independiente.

## Geografía

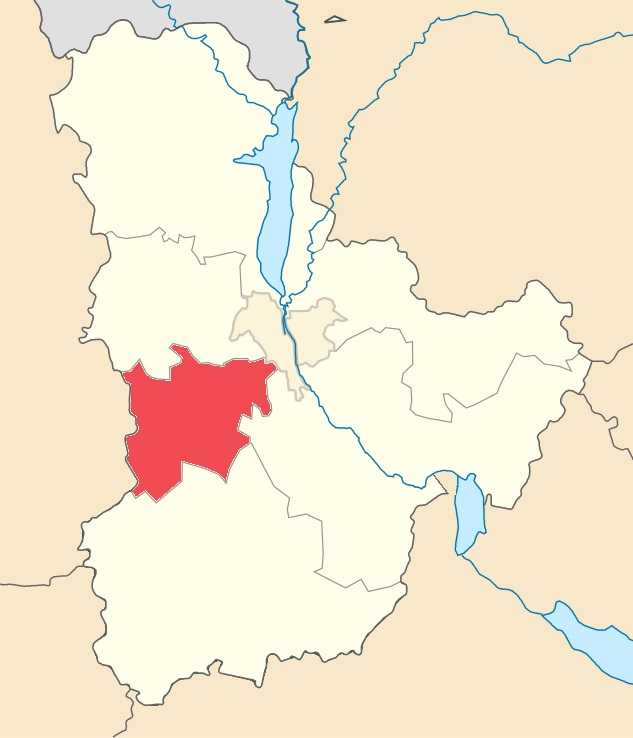
Raión de Fastiv 2020

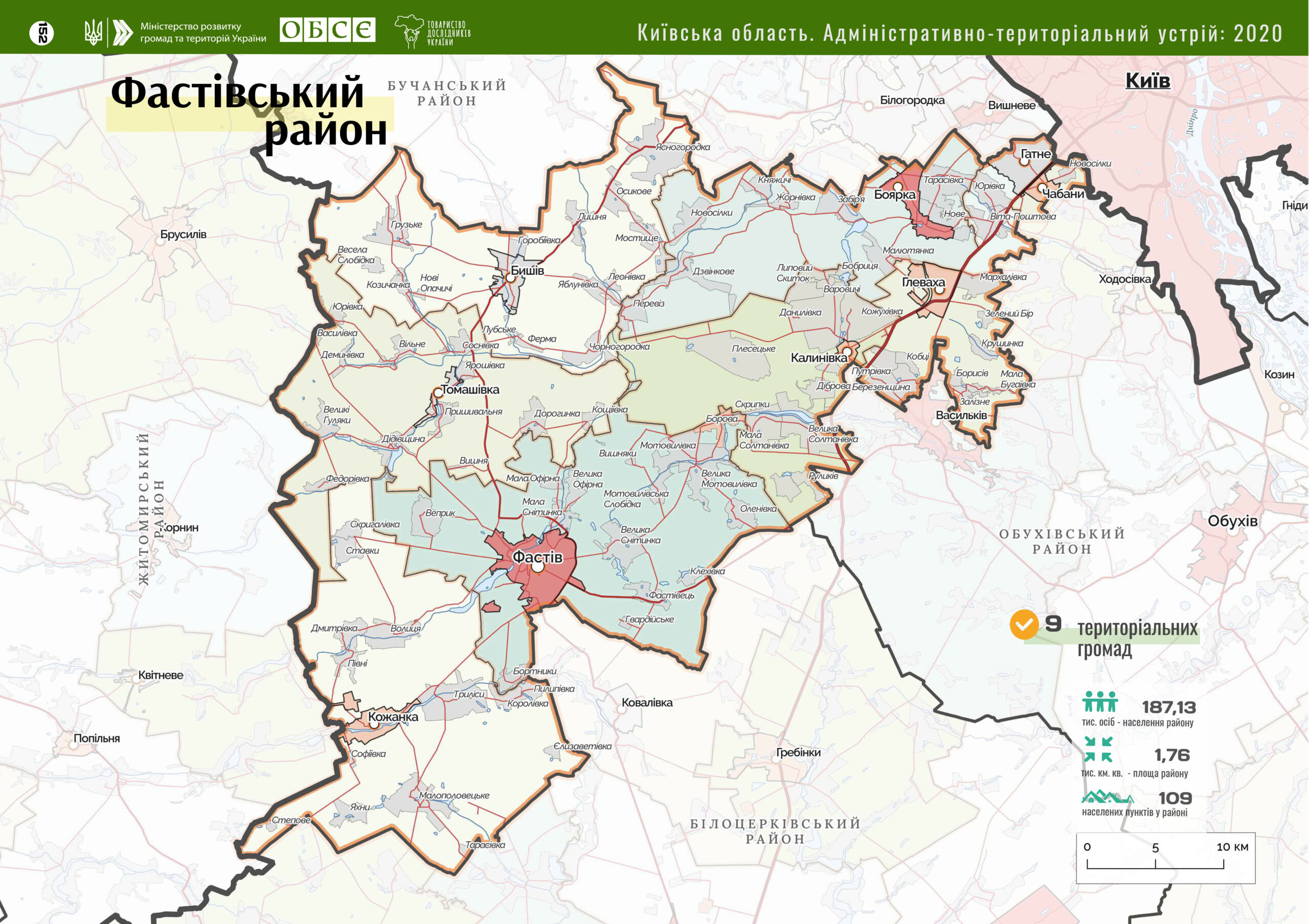
Raión de Fastiv

Fastiv está situada a orillas del río Unava, un afluente del río Irpín. Pertenece al raión de Fastiv, dentro del óblast de Kiev. La ciudad se encuentra a aproximadamente 75 kilómetros al suroeste de Kiev. El paisaje circundante es predominantemente llano, característico de la llanura de Dniéper.

## Demografía
La población de Fastiv ha experimentado diversas fluctuaciones a lo largo de su historia, influenciada por eventos como guerras y el desarrollo industrial. Actualmente, faltan datos fiables sobre el desarrollo demográfico de Ucrania. El censo más reciente y único de la Ucrania postsoviética se realizó en 2001. Una parte de la población se encuentra fuera del país y otra parte de esta se encuentra en territorios que se han pasado a control ruso.
En el censo de 2001, la población de Fastiv era de 51 976 habitantes. Sin embargo, según datos del Servicio Estatal de Estadísticas de Ucrania, la población en enero de 2021 era de 44.841 habitantes. 
Históricamente, la ciudad ha tenido una importante comunidad judía.

## Economía y Transporte

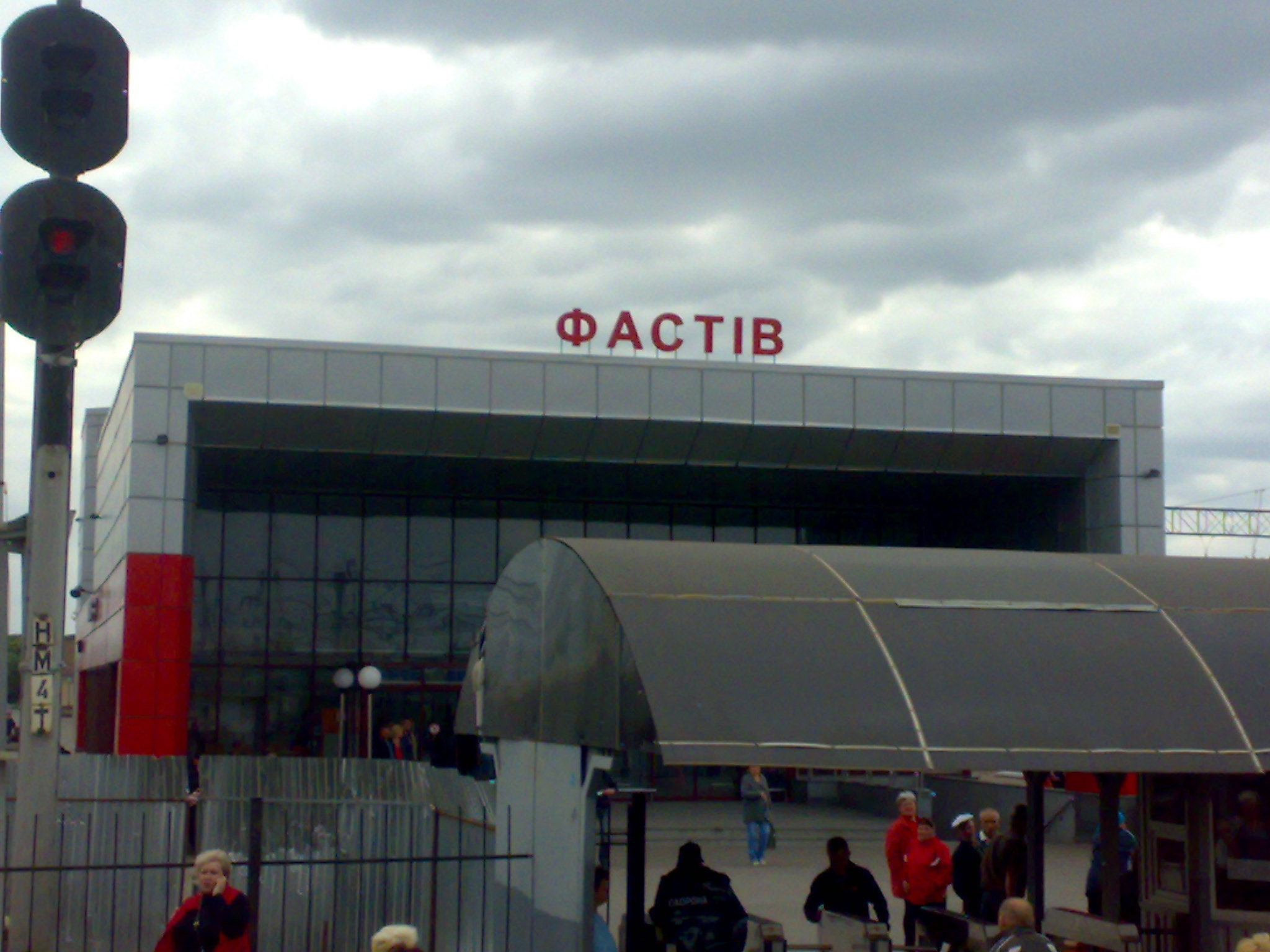
Estación de Fastiv-1

La economía de Fastiv está fuertemente ligada a su condición de nudo de transporte. La empresa ferroviaria "Ukrzaliznytsia" es uno de los mayores empleadores de la ciudad. La estación de Fastiv es una de las más importantes del ferrocarril del Suroeste, con un intenso tráfico de pasajeros y mercancías.
Además del sector ferroviario, la ciudad cuenta con una notable industria manufacturera, que incluye la construcción de maquinaria, la producción de cerveza (Obolon CJSC, planta de Fastiv "Pivovarnia Ziberta") y la industria alimentaria. En los últimos años, se han desarrollado iniciativas para atraer inversión y crear parques industriales como "FastIndustry".

## Cultura y Monumentos
Fastiv posee varios lugares de interés histórico y cultural que reflejan su rica historia:

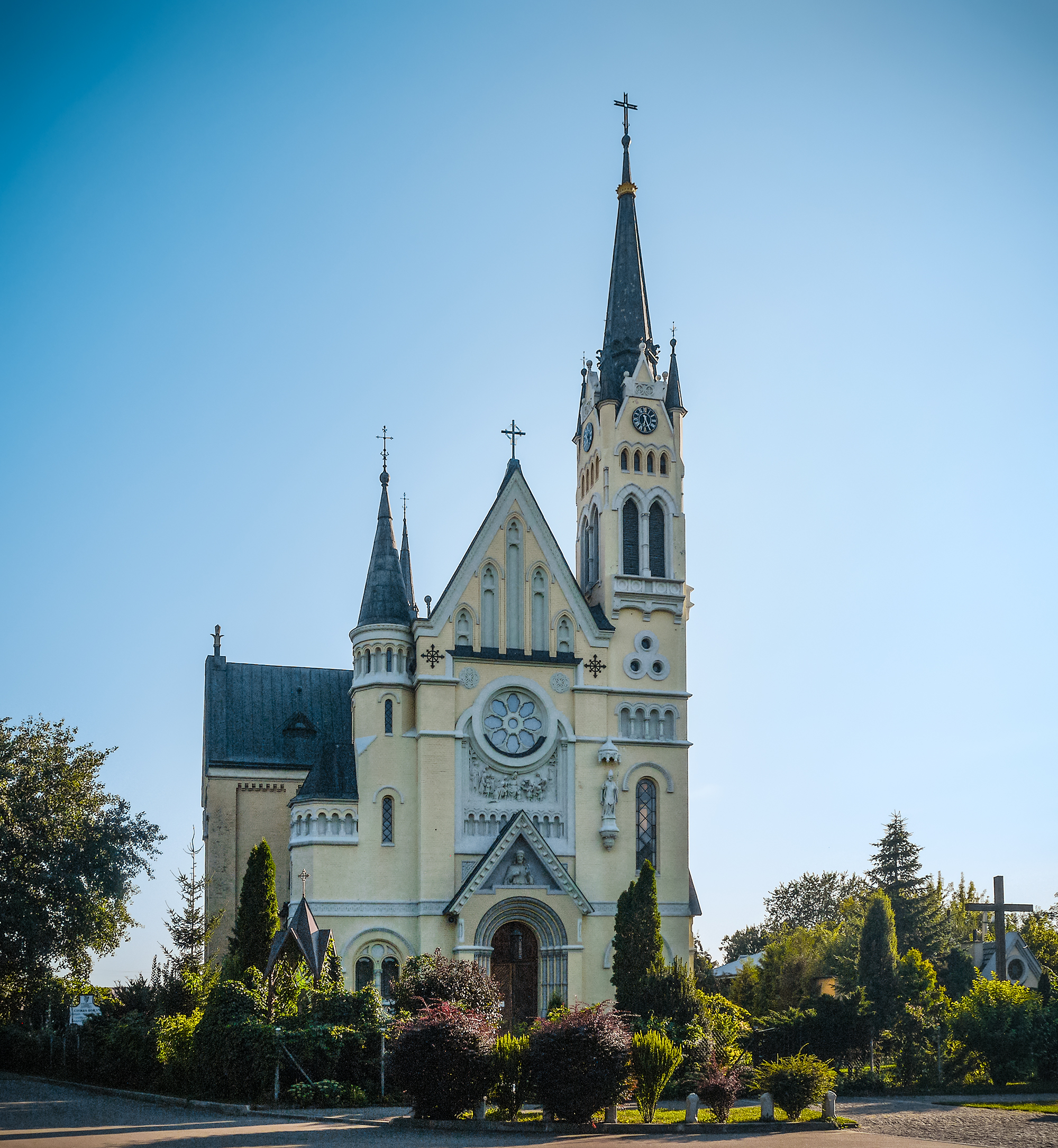
Iglesia de la Santa Cruz de Fastiv

-Iglesia de la Intercesión de la Santísima Virgen (Pokrovska Tserkva): Una iglesia ortodoxa de madera del siglo XVII, un destacado ejemplo de la arquitectura cosaca.
-Catedral de la Exaltación de la Santa Cruz: Una Iglesia católica de estilo neogótico construida a principios del siglo XX, que destaca por su imponente arquitectura.

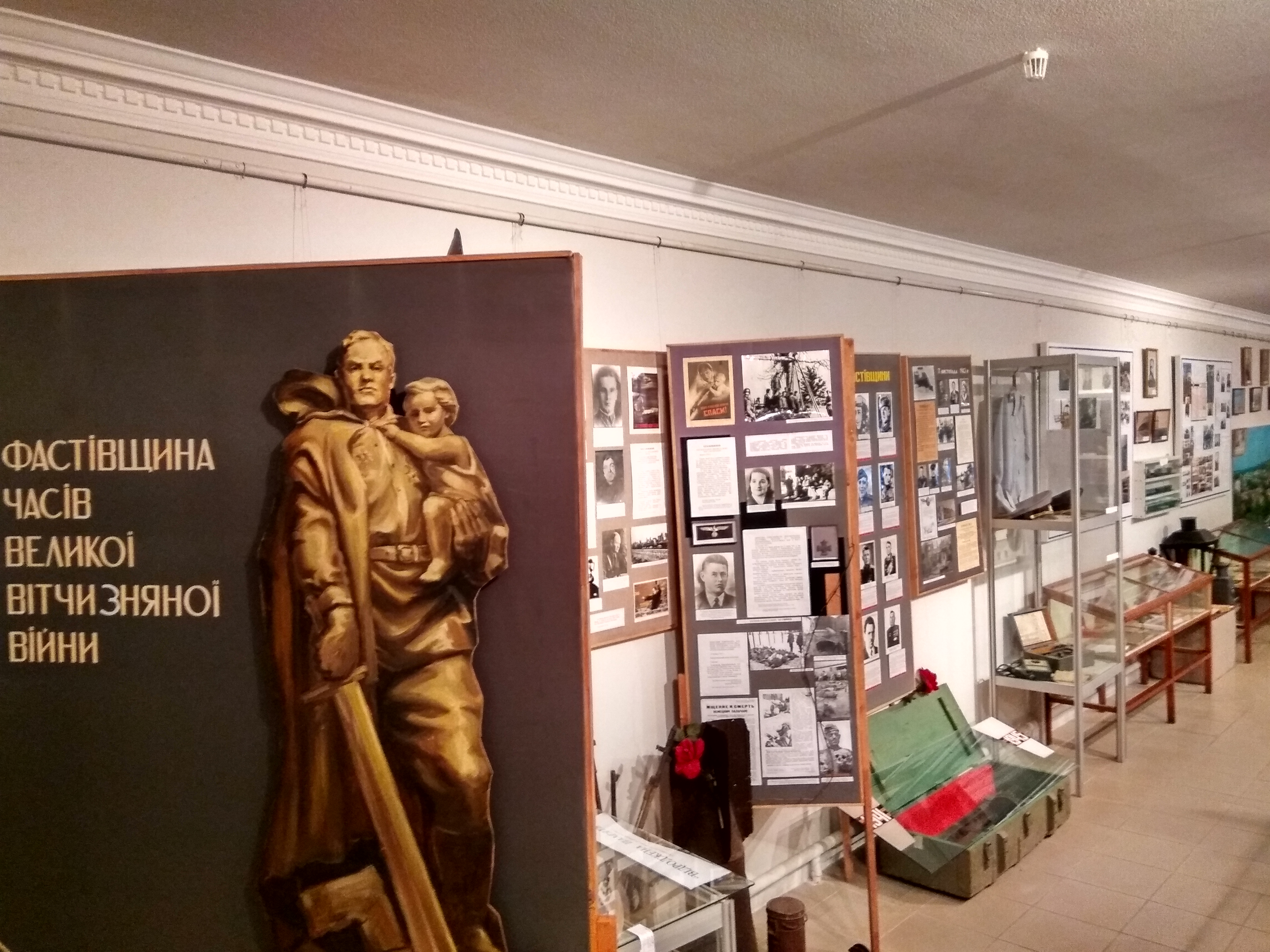
Museo local de Fastiv

-Museo de Historia Local: Alberga exposiciones sobre la historia y la etnografía de la región de Fastiv.
Estación de ferrocarril  de Fastiv: El edificio histórico de la estación es en sí mismo un monumento que rememora la firma del acta de unificación de 1918.

## Curiosidades
Jan Koum ex-CEO y cofundador de WhatsApp (con Brian Acton), aunque nació en Kiev, creció y se crio en Fastiv, hasta que emigró con su madre y su abuela a Mountain View, California en 1992.